# The Square Capital Tower
The Square Capital Tower ist der Name eines Wolkenkratzerbauprojekts in Kuwait. Aufgrund finanzieller Schwierigkeiten sind die im Jahr 2008 begonnenen Bauarbeiten derzeit gestoppt. Mit einer Höhe von 376 Metern wäre der 70 Stockwerke umfassende Turm, der sich nach oben in einer Spiralform verjüngert, das zweithöchste Gebäude in der Stadt Kuwait nach dem Al Hamra Tower, der 2011 mit 413 Metern vollendet wurde. Der von der Immobilienfirma Al Dar National Real Estate geplante Wolkenkratzer soll in den unteren Etagen Büros beherbergen, während weiter oben ein Hotel geplant ist.
Aktuell (Stand 2017) ist nicht genau bekannt, wann die Bauarbeiten fortgeführt werden sollen, nachdem sie im Jahr 2008 begannen und 2009, nach der Errichtung des Fundaments, unterbrochen wurden. Anfangs sollte das Gebäude 351 Meter bei 63 Etagen hoch werden. Jedoch wurde das Design inzwischen überarbeitet.